# Ixora helwigii
Ixora helwigii är en måreväxtart som beskrevs av Cornelis Eliza Bertus Bremekamp. Ixora helwigii ingår i släktet Ixora och familjen måreväxter. Inga underarter finns listade i Catalogue of Life.